# Provincia de Tissemsilt
Tissemsilt (en árabe: ولاية تسمسيلت ) es una provincia o wilaya de Argelia, conocida por su famoso bosque de cedros. Otras de sus localidades son Larbaa y Théniet-El-Had.

## Municipios con población en abril de 2008
- Ammari 7,841
- Beni Chaib 3,494
- Beni Lahcene 4,777
- Bordj Bou Naama 20,864
- Bordj El Emir Abdelkader 10,194
- Boucaid 8,843
- Khemisti 22,900
- Larbaâ 2,560
- Lardjem 25,217
- Layoune 20,579
- Lazharia 8,071
- Maacem 5,027
- Melaab 3,447
- Ouled Bessem 10,839
- Sidi Abed 5,213
- Sidi Boutouchent 4,224
- Sidi Lantri 6,053
- Sidi Slimane 8,461
- Tamalaht 7,645
- Theniet El Had 30,777
- Tissemsilt 75,197
- Youssoufia 2,254